# 杨飞霞
楊集祥（1881年—1961年4月10日），字飛霞，以字行，別號太虛。雲南蒙自人。清朝舉人，民國後曾任伊犁鎮守使兼副都統。民國初年军事将领。

## 生平[3][4]
自幼随父亲经营中药店，后以行医为业。他还练武术，入私塾，曾中秀才。后入云南两级师范学堂。畢業後、先入鐵路工程技術學校學習，1905年10月官費保送日本留學，先入日本陸軍振武學校完成預備學業，繼入日本陸軍聯隊輜重兵大隊實習。在日本期間结识了孙中山、黄兴等人，不久便加入了中国同盟会。准备和留学日本的同学一同回国举行反清起义，但遭泄密，留日学费被清政府停发，乃辍学。孙中山遂出资将其送入日本陆军士官学校学军事。1906年6月考入日本陸軍士官學校第六期，1907年11月日本陸軍士官學校第六期輜重兵科畢業。1910年，回到中国广州。嗣經陸軍部統一複試，考取上等，被賜陸軍輜重兵科舉人，並授予協軍校，歷任駐鄂輜重兵隊班長、隊官，武昌講武堂學生隊總隊長。
1911年，参加了广州起义。起义失败后，潜往香港，后赴马来亚、菲律宾等地为革命筹款。此后，经日本到武昌，任讲武堂学生队总队长。后来学生队扩编为第三旅，任旅长。此后，在孙中山的中华民国临时大总统府中参与军机。
辛亥革命後，任湖北陸軍步兵混成旅旅長。1912年（民國元年）任临时大总统中将宣慰使，赴新疆宣慰。因新疆都督杨增新是其堂兄，故此后留在新疆。1913年（民國2年）5月8日，署新疆都督府參謀長，同年5月16日，授陸軍步兵少校，同年11月7日，任伊犂宣慰使。1914年（民國3年）2月6日，署伊犁鎮守使兼副都統，同年2月8日，署伊犁鎮鎮守使，同年2月12日，派辦理各旗營及蒙哈事宜，同年4月8日，授陸軍少將。1915年（民國4年）12月23日，特封一等男。1916年（民國5年）10月21日，授陸軍中將。
在伊犁镇守使任内，他成立了讲武堂，并在绥定、伊宁、霍城等县设小学，将伊犁学生送到北京学习。他还在伊犁勘探并开发煤矿，还亲自下矿慰问矿工。被苏俄驱逐的几万名白军逃到伊犁、塔爾巴哈台的中俄边境地区，被楊氏率兵制服，并将其安置于伊犁、塔城，令其开荒种地。
民國10年（1922年）1月22日，懇請辭去伊犁鎮守使一職。后在迪化当道士。在新疆期間，迪化百姓譽為：「文有樊耀南，武有楊飛霞」。
1933年離開新疆返回內地，入湖南衡山拜師學道。抗日战争爆发后，到云南昆明以行医为业。1948年初回到蒙自。同年七、八月间，在家中遭到驻芷村保安二团一营营长率部劫掠。1949年初，又到昆明。
中华人民共和国成立后，经云南省人民政府安排，任云南省政协委员、云南省文史研究馆馆员，并加入了中国国民党革命委员会（民革），任云南省民革委员会委员。1950年代初，托其子将位于乌鲁木齐市南大街的私人住宅出售，所得款项一部分作為抗美援朝捐款，一部分捐给乌鲁木齐市人民政府进行市政建设。1960年，被其孙接到新疆居住。1961年4月10日，因病在新疆烏魯木齊逝世，享年80岁。